# 斯捷普诺耶 (萨拉托夫州)
斯捷普诺耶（羅馬化：Stepnoye）是俄罗斯萨拉托夫州的市级镇，为该州苏维埃茨科耶区行政中心及规模最大聚居地。地处萨拉托夫州中部，位于伏尔加河流域大卡拉曼河左岸，靠近其一支流梅切特卡河（Мечетка）河口。州府萨拉托夫在该镇西偏北方向。欧洲E38公路从该镇南约12公里处经过。
始建于1737年，1958年由村改设市级镇（工人村）。该地2022年人口有11,230人；2010年人口13,136；2002年人口14,140；1989年人口14,083。